# Halgania tomentosa
Halgania tomentosa är en strävbladig växtart som beskrevs av R. Helms, Alfred James Ewart och J. White. Halgania tomentosa ingår i släktet Halgania och familjen strävbladiga växter. Inga underarter finns listade i Catalogue of Life.